# Амброксол

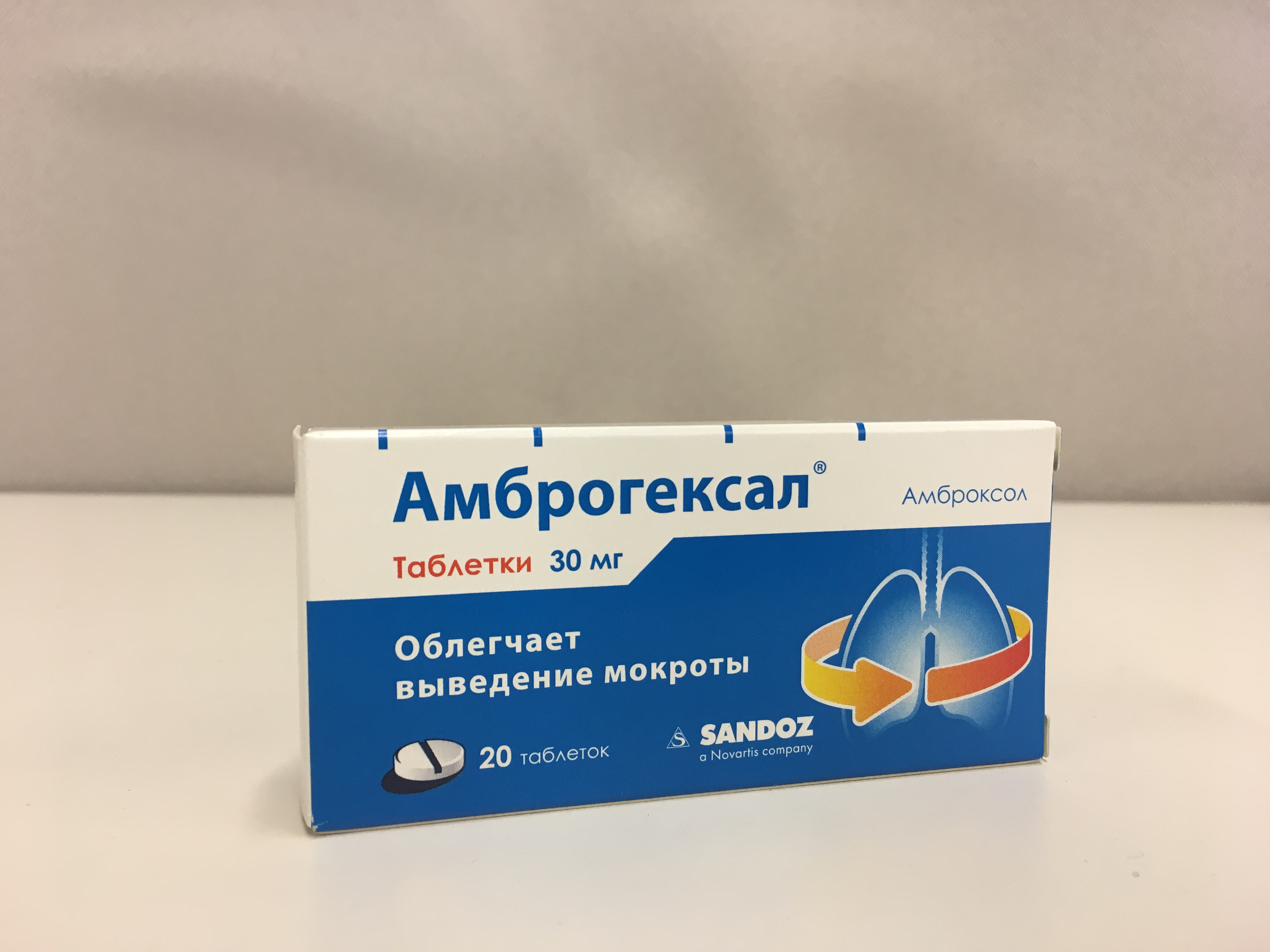
Амброксол в форме таблеток

Амброксо́л (лат. Ambroxolum, англ. Ambroxol) — лекарственное средство, стимулирующее мукоцилиарную активность и оказывающее отхаркивающее действие, является метаболитом бромгексина.
В отличие от некоторых других муколитических препаратов не имеет наркотического эффекта.
С 2012 года амброксол входит в перечень ЖНВЛП Минздрава РФ.

## История получения
В Азии с древности известны лекарственные свойства сока растения Adhatoda vasica, произрастающего в юго-восточной Азии и в индийском регионе, которое до сих пор используется в народной медицине для лечения бронхита и других заболеваний. В новое время из растения было выделено активное вещество — алкалоид вазицин. В дальнейшем был синтезирован его аналог — бромгексин, активным метаболитом которого является амброксол.

## Общие сведения
Муколитик амброксол, появившийся в клинической практике в 1978 году, в настоящее время является одним из наиболее широко используемых препаратов при лечении острых и хронических заболеваний дыхательных путей. По принципу действия различают четыре вида муколитических средств: отхаркивающие средства, мукорегуляторы, муколитики и мукокинетики. Амброксол, как и бромгексин, обладает как мукокинетическим, так и мукоцилиарным действием. Также, в отличие от бромгексина, амброксол стимулирует производство сурфактанта, проявляет противовоспалительную активность, антиоксидантное действие и местное анестезирующее действие.
Дополнительно к этому амброксол стимулирует местный иммунитет.
Препарат был запатентован в 1966 году и стал применяться в медицинской практике с 1979 года.
На 2007 год амброксол — единственный препарат, который стимулирует синтез сурфактанта и не является кортикостероидом.
Амброксол доступен в разнообразных лекарственных формах и может приниматься взрослыми и детьми перорально, ингаляционно, внутримышечно и внутривенно.
С 2010 г. в ряде Европейских стран (напр. Франция, Италия) отхаркивающие муколитики (в т.ч амброксол) запрещен к применению детям до 2-х лет в связи с возникновением тяжёлых осложнений в дыхательных путях и их установленной связи с приёмом данного препарата. Однако эта связь до конца не изучена и не доказана. Поэтому в некоторых странах Европейского союза (напр. Греция) Амброксол разрешен детям с рождения.
Следует учитывать, что заметный клинический эффект при пероральном применении амброксола наблюдается не ранее 4—6 дней приема.

## Фармакологические свойства

### Фармакодинамика
Обладает секретомоторным, секретолитическим и отхаркивающим действием; стимулирует серозные клетки желез слизистой оболочки бронхов, увеличивает содержание слизистого секрета и выделение поверхностно-активного вещества (сурфактанта) в альвеолах и бронхах; нормализует нарушенное соотношение серозного и слизистого компонентов мокроты. Активируя гидролизующие ферменты и усиливая высвобождение лизосом из клеток Клара, снижает вязкость мокроты. Повышает двигательную активность мерцательного эпителия, улучшает мукоцилиарный транспорт.
Амброксол деполимеризирует мукопротеиновые и мукополисахаридные молекулы мокроты, тем самым разжижает мокроту. Он нормализует работу секреторных клеток и мерцательного эпителия слизистой бронхов, стимулирует синтез и секрецию сурфактанта.
Амброксол способствует увеличению активности макрофагов и повышению концентрации s–IgА, тем самым стимулирует местный иммунитет.
Одновременное применение амброксола с антибиотиками способствует увеличению их альвеолярной концентрации.
Амброксол ингибирует хемотаксис нейтрофилов, что оказывает противовоспалительный эффект.

### Фармакокинетика
Абсорбция — высокая (при любых путях введения), время достижения максимальной концентрации (TCmax) — 2 ч., связь с белками плазмы — 80 %. Проникает через гематоэнцефалический барьер, плацентарный барьер, выделяется с грудным молоком.
Метаболизм — в печени, образует дибромантраниловую кислоту и глюкуроновые конъюгаты. Период полувыведения 7—12 часов. T1/2 увеличивается при тяжелой хронической почечной недостаточности, не изменяется при нарушении функции печени.
Выводится почками: 90 % в виде водорастворимых метаболитов, в неизмененном виде — около 5 %.
После приема внутрь действие наступает через 30 мин., при ректальном введении — через 10—30 мин. и продолжается в течение 6—12 часов. При парентеральном введении действие наступает быстро и продолжается в течение 6—10 часов.
Ингаляция растворов дает положительный эффект через 10–20 минут после приёма и сохраняется в течение 6–8 часов.

## Эффективность и безопасность
К 2020 году для взрослых пациентов с респираторными заболеваниями доказана эффективность амброксола как мукокинетика и средства, улучшающего мукоцилиарный транспорт.
Также амброксол показал эффективность и хорошую переносимость при секретолитической терапии у детей с острыми и хроническими респираторными заболеваниями.
На 2007 год, при лечении пневмонии у взрослых и детей, нет доказательств эффективности для амброксола в качестве вспомогательного средства, назначаемого в дополнение к антибиотикам для уменьшения кашля, ассоциированного с острой пневмонией. У других муколитиков (бромгексина и нелтенексина) эффективность при таком применении также не выявлена.
Амброксол может быть эффективен для профилактики инфекций верхних дыхательных путей (в отличие от карбоцистеина) — судя по результатам небольшого исследования, проведённого в 2006 году в Японии.

## Применение
Амброксол применяется для усиления отделения мокроты и очистки дыхательный путей, а также снижения воспаления в них. Также он применяется (не по инструкции) как секретолитик.

### Показания
Показаниями для применения муколитиков в целом и амброксола в частности являются клинические состояния с симптомом: кашель с густой, вязкой, трудноотделяемой мокротой.
Согласно инструкции, амброксол показан с следующих случаях.
1. Острые и хронические заболевания дыхательных путей, сопровождающиеся образованием вязкой мокроты: острый и хронический бронхит различной этиологии, пневмония, ХОБЛ, бронхиальная астма с затруднением отхождения мокроты, бронхоэктатическая болезнь, муковисцидоз легких, трахеит и ларинготрахеит.
2. Воспалительные заболевания носоглотки и придаточных пазух, при которых необходимо разжижение слизи.
3. Санация бронхиального дерева в пред- и послеоперационном периоде.
4. Стимуляция пренатального созревания легких.
5. Лечение и профилактика респираторного дистресс-синдрома у недоношенных детей и новорожденных.

### Противопоказания
Язвенная болезнь желудка и двенадцатиперстной кишки в фазе обострения являются общими противопоказаниями для муколитических препаратов, в том числе и амброксола. Также общими противопоказаниями являются состояния, при которых отмечается легочное кровотечение.
Специфическими противопоказаниями являются повышенная чувствительность к амброксолу или вспомогательным компонентам препаратов.
Также приём амброксола противопоказан в I триместр беременности и в период лактации. В форме таблеток — в детском возрасте до 6 лет, в форме капсул (пролонгированного действия) — до 12 лет.
Амброксол применяют с осторожностью при нарушениях моторики бронхов и увеличении секреции слизи (например, при редком синдроме неподвижных ресничек), при почечной недостаточности и (или) тяжелой печеночной недостаточности, при язвенной болезни желудка и двенадцатиперстной кишки, во II и III триместрах беременности. Детям до 2 лет амброксол допускается давать исключительно по назначению врача (используется раствор для приема внутрь).

### Побочные эффекты
По данным Всемирной организации здравоохранения (ВОЗ) нежелательные эффекты классифицированы в соответствии с их частотой развития следующим образом: очень часто (⩾ 1/10), часто (⩾1/100, <1/10), нечасто (⩾1/1000, <1/100), редко (⩾1/10000, <1/1000) и очень редко (< 1/10000); частота неизвестна (частоту возникновения явления нельзя определить на основании имеющихся данных).

побочные эффекты согласно инструкции:
- Аллергические реакции: редко — кожная сыпь, крапивница, экзантема, отек лица, одышка, зуд, повышение температуры; частота неизвестна — анафилактические реакции, включая анафилактический шок, ангионевротический отек, кожный зуд, аллергический контактный дерматит.
- Со стороны пищеварительной системы: часто — тошнота; нечасто — рвота, диарея, диспепсия, боли в животе.
- Со стороны нервной системы: часто — дисгевзия.
- Со стороны кожи и подкожных тканей: очень редко — токсический эпидермальный некролиз (синдром Лайелла), синдром Стивенса-Джонсона; частота неизвестна — острый генерализованный экзематозный пустулез.
- Со стороны дыхательной системы: часто — снижение чувствительности в полости рта или глотки; редко — сухость слизистой оболочки дыхательных путей, ринорея (повышение слизеобразования в носоглотке); в единичных случаях — сухость слизистой оболочки глотки.
- При длительном применении в высоких дозах: Гастралгия, тошнота, рвота.
- При быстром внутривенном введении. Чувство оцепенения, адинамия, интенсивные головные боли, снижение артериального давления, одышка, гипертермия, озноб.

При передозировке наблюдается тошнота, рвота, диарея, диспепсия. Лечение — искусственная рвота, промывание желудка в первые 1–2 ч после приема препарата; прием жиросодержащих продуктов, симптоматическая терапия.

## Документы
- Реестровая запись ФС-000146 : Амброксола гидрохлорид // Государственный реестр лекарственных средств. — Минздрав РФ, 2011. — 28 сентября.
- Амброксола гидрохлорид. : Амброксол. Ambroxoli hydrochloridum. : ФС.2.1.0051.18. Вводится впервые. : фармакопейная статья // Государственная фармакопея Российской Федерации / Фармакопейный комитет Минздрава РФ. — XIV изд. — М., 2018. — С. 3275–3281.
- Регистрационное удостоверение ЛП-005661 : Амброксол // Государственный реестр лекарственных средств. — Минздрав РФ, 2019. — 17 июля.
- Толмачев, М. А. Инструкция по медицинскому применению лекарственного препарата Амброксол : ЛП-005661-170719 / ОАО «Марбиофарм». — Министерство здравоохранения Российской Федерации, 2019. — 17 июля. — 7 с.